# 1521
Відродження •  Реформація •  Доба великих географічних відкриттів •  Ганза •  Імперія інків

## Геополітична ситуація
Османську державу очолює Сулейман I Пишний (до 1566). Римським королем є Карл V Габсбург (до 1555). У Франції королює Франциск I (до 1547).
Середню частину Апеннінського півострова займає Папська область. Неаполітанське королівство на півдні захопила Іспанія. Могутніми державними утвореннями півночі є Венеційська республіка, Флорентійська республіка, Генуезька республіка та герцогство Міланське (останні три під контролем Франції).
Іспанським королівством править Карл I (до 1555). В Португалії королює Жуан III Благочестивий (до 1557).
Генріх VIII є королем Англії (до 1547), королем Данії та Норвегії та Швеції Кристіан II (до 1523). Королем Угорщини та Богемії є Людвік II Ягеллончик (до 1526). У Польщі королює Сигізмунд I Старий (до 1548), він же залишається князем Великого князівства Литовського.
Галичина входить до складу Польщі. Волинь належить Великому князівству Литовському. Московське князівство очолює Василій III (до 1533).
На заході євразійських степів існують Казанське ханство, Кримське ханство, Астраханське ханство, Ногайська орда. Єгипет захопили турки. Шахом Ірану є сефевід Ісмаїл I.
У Китаї править династія Мін. Значними державами Індостану є Делійський султанат, Бахмані, Віджаянагара. В Японії триває період Муроматі.
Іспанці захопили Мексику. В Імперії інків править Уайна Капак (до 1525).

## Події
- Московія повністю анексувала Рязань після втечі її останнього князя в Литву.
- Кримський хан Мехмед I Ґерай прогнав із Казані ставленика Москви й посадив на намісництво свого брата Сахіба.
- Брати Гераї, разом з невеликим загоном козаків під керівництвом Остафія Дашковича, здійснили похід на Московщину, розоривши околиці Москви, Нижнього Новгорода та Рязані, захопили багато бранців.
- Реформація:
  - 3 січня папа римський Лев X спеціальною буллою «Decet Romanum Pontificem» відлучив від римо-католицької церкви релігійного реформатора Мартіна Лютера за публікацію ним в 1517 році 95-и тез про фінансові зловживання в церкві.
  - 18 квітня, виступаючи перед рейхстагом у Вормсі, Мартін Лютер, звинувачений у єресі, відмовився зректися своїх поглядів і заявив: «На цьому я стою і не можу інакше».
  - 26 травня імператор Священної Римської імперії Карл V підписав Вормський едикт, що передбачав арешт релігійного реформатора Мартіна Лютера, котрий перебував у Вартбурзі під захистом саксонського курфюрста Фрідріха Мудрого.
  - 21 жовтня король Англії Генріх VIII в полемічному посланні «Assertio Septem Sacramentorum» дав негативну оцінку новому вченню Мартіна Лютера, за що папа римський Лев X присвоїв йому титул «Захисник віри».
- У Швеції набирає розмаху повстання проти правління данського короля Крістіана I. Повстанців очолює Густав Ваза.
- 24 квітня кастилійські роялісти завдали поразки повстанцям комунерос поблизу Вільялара. Наступного дня страчено очільника повсталих Хуана Падилью.
- Почалася війна між французьким королем Франциском I та римським королем Карлом V Габсбургом. Вона отримала назву шостої італійської війни.
- 16 березня португальський мореплавець Фердинанд Магеллан під час своєї першої навколосвітньої подорожі досягнув берегів Філіппін.
- 27 квітня Магелан загинув у сутичці з філіппінцями. Надалі навколосвітня подорож продовжувалася вже без нього.
- 13 серпня, після тримісячної облоги, іспанський конкістадор Ернан Кортес захопив столицю ацтеків місто Теночтитлан і взяв у полон імператора Куаутемока.
- Імператором Китаю став Чжу Хоуцун (династія Мін).
- Іспанці підкорили Раджанат Бутуан.

## Народились
Докладніше: Народилися 1521 року
- 4 серпня — Урбан VII, папа римський; увійшов у історію як понтифік, що правив найкоротший термін — його було обрано 15 вересня 1590 року, а через 12 днів він помер від малярії.

## Померли
Докладніше: Померли 1521 року
- 27 квітня — На філіппінському острові Мактан у сутичці з туземцями загинув 41-річний португальський мореплавець Фердинанд Магеллан.
- 10 травня — На 63-у році життя помер німецький письменник Себастіан Брант («Корабель дурнів»).
- 13 грудня — У Лісабоні у віці 52 років помер Мануел I Щасливий, португальський король.